# Carla’s Dreams
Carla’s Dreams – mołdawski projekt muzyczny. Został założony w 2012 roku przez anonimową grupę piosenkarzy i kompozytorów, którzy śpiewają w języku rumuńskim, angielskim i rosyjskim.
Grupa miesza wiele gatunków muzycznych w tym hip hop, jazz, rock i pop.

## Kariera
Pierwszą piosenką wydaną przez zespół była Dă-te („Get Off”).
Zespół oficjalnie swoją działalność rozpoczął w Rumunii, w 2013 roku przy wydaniu singla P.O.H.U.I, w którym gościnnie wystąpiła rumuńska piosenkarka Inna. Wydany został także singiel z Loredaną, Lumea ta („Your World”). W 2015 roku singiel z Delią Matache Cum ne noi umożliwił grupie po raz pierwszy pojawienie się na rumuńskim notowaniu, gdzie dotarli aż na 1. miejsce listy. Później wydali jeszcze wiele innych singli, a niektóre powtórzyły ten sukces. Łącznie siedem utworów znalazło się na 1. miejscu rumuńskiego notowania. Jest to najlepszy wynik w historii notowania. Europejski sukces przyniósł grupie singiel Sub pielea mea, który nie tylko uzyskał 1. miejsce na rumuńskiej liście, ale zajął takie samo miejsce na rosyjskiej liście notowań. Na polskiej liście notowań singiel zajął 13. miejsce, z kolei na francuskiej było to 60. miejsce.

## Członkowie i zespół
Studio
- Corneliu Bucataru – mastering
- Alexandru Cotoi, Claudiu Ursache – produkcja
- Sebastian Barac, Marcel Botezan, Alexandru Cotoi[4], Andrei Prodan,
- Roman Burlaca – reżyser wideo
- Sergiu Barajin – reżyser wideo

## Dyskografia

### Albumy
- Hobson’s Choice (2012)
- Da. Nu. Na. (2014)
- Ngoc (2016)
- Antiexemplu (2017)
- Monomaniac (2018)
- Nocturn (2019)

### Single
| Rok                                                      | Tytuł                                  | Najwyższe pozycje na listach | Najwyższe pozycje na listach | Najwyższe pozycje na listach | Najwyższe pozycje na listach | Najwyższe pozycje na listach | Najwyższe pozycje na listach | Najwyższe pozycje na listach | Najwyższe pozycje na listach | Najwyższe pozycje na listach |
| Rok                                                      | Tytuł                                  | MDA                          | BLR                          | FRA                          | POL                          | RUM                          | RUM                          | RUM                          | WNP                          | WNP                          |
| Rok                                                      | Tytuł                                  | MDA                          | BLR                          | FRA                          | POL                          | AirPlay                      | Radio                        | AirPlay TV                   | Radio                        | All Media                    |
| -------------------------------------------------------- | -------------------------------------- | ---------------------------- | ---------------------------- | ---------------------------- | ---------------------------- | ---------------------------- | ---------------------------- | ---------------------------- | ---------------------------- | ---------------------------- |
| 2012                                                     | „Жить Выбираем” (gościnnie: Dara)      | –                            | –                            | –                            | –                            | –                            | –                            | –                            | –                            | –                            |
| 2013                                                     | „P.O.H.U.I.” (gościnnie Inna)          | –                            | –                            | –                            | –                            | 3                            | 2                            | 2                            | –                            | –                            |
| 2013                                                     | „Funeral Face”                         | –                            | –                            | –                            | –                            | –                            | –                            | –                            | –                            | –                            |
| 2013                                                     | „Lumea ta” (gościnnie Loredana)        | 18                           | –                            | –                            | –                            | –                            | –                            | –                            | –                            | –                            |
| 2014                                                     | „Farewell”                             | –                            | –                            | –                            | –                            | –                            | –                            | –                            | –                            | –                            |
| 2015                                                     | „Cum ne noi” (gościnnie Delia)         | –                            | –                            | –                            | –                            | 1                            | 1                            | 1                            | –                            | –                            |
| 2015                                                     | „Te rog”                               | –                            | –                            | –                            | –                            | 1                            | 1                            | 1                            | –                            | –                            |
| 2016                                                     | „Sub pielea mea”                       | 25                           | 202                          | 60                           | 13                           | 1                            | 1                            | 1                            | 1                            | 1                            |
| 2016                                                     | „Aripile”                              | –                            | –                            | –                            | –                            | –                            | –                            | –                            | –                            | –                            |
| 2016                                                     | „Unde”                                 | 50                           | –                            | –                            | –                            | –                            | –                            | –                            | –                            | –                            |
| 2016                                                     | „Acele”                                | 5                            | –                            | –                            | –                            | 1                            | 1                            | 1                            | –                            | –                            |
| 2016                                                     | „Треугольники”                         | 22                           | –                            | –                            | –                            | –                            | –                            | –                            | –                            | –                            |
| 2016                                                     | „Imperfect”                            | 6                            | –                            | –                            | –                            | 1                            | 1                            | 1                            | –                            | –                            |
| 2016                                                     | „Ne bucurăm în ciuda lor”              | 9                            | –                            | –                            | –                            | –                            | –                            | –                            | –                            | –                            |
| 2017                                                     | „Antiexemplu'”                         | 2                            | –                            | –                            | –                            | –                            | 1                            | 1                            | –                            | –                            |
| 2017                                                     | „Dragostea din plic”                   | –                            | –                            | –                            | –                            | –                            | –                            | –                            | –                            | –                            |
| 2017                                                     | „Anti CSD”                             | –                            | –                            | –                            | –                            | –                            | –                            | –                            | –                            | –                            |
| 2017                                                     | „Tu și eu” (gościnnie: Inna)           | –                            | –                            | –                            | –                            | –                            | –                            | –                            | –                            | –                            |
| 2017                                                     | „Până la sânge”                        | –                            | –                            | –                            | –                            | 1                            | 1                            | 1                            | –                            | –                            |
| 2017                                                     | „Beretta”                              | 17                           | –                            | –                            | –                            | 2                            | 2                            | 2                            | –                            | –                            |
| 2017                                                     | „Frica”                                | –                            | –                            | –                            | –                            | –                            | –                            | –                            | –                            | –                            |
| 2018                                                     | „Lacrimi și pumni în pereți”           | 27                           | –                            | –                            | –                            | 1                            | 1                            | 1                            | –                            | –                            |
| 2018                                                     | „Luna”                                 | 34                           | –                            | –                            | –                            | 1                            | 1                            | 1                            | –                            | –                            |
| 2018                                                     | „Karma”                                | –                            | –                            | –                            | –                            | –                            | –                            | –                            | –                            | –                            |
| 2019                                                     | „Itsowa”                               | –                            | –                            | –                            | –                            | –                            | –                            | –                            | –                            | –                            |
| 2019                                                     | „Te-ascund în vise”                    | –                            | –                            | –                            | –                            | –                            | –                            | –                            | –                            | –                            |
| 2019                                                     | „Ne topim”                             | –                            | –                            | –                            | –                            | 9                            | 2                            | 3                            | –                            | –                            |
| 2019                                                     | „Gust amar”                            | –                            | –                            | –                            | –                            | –                            | –                            | –                            | –                            | –                            |
| 2019                                                     | „Anxietate” (gościnnie: Antonia)       | –                            | –                            | –                            | –                            | –                            | –                            | –                            | –                            | –                            |
| 2019                                                     | „Baila Conmigo” (gościnnie: Blacklist) | –                            | –                            | –                            | –                            | –                            | –                            | –                            | –                            | –                            |
| 2019                                                     | „Seara de Seara”                       | –                            | –                            | –                            | –                            | 7                            | 3                            | 1                            | –                            | –                            |
| 2020                                                     | „Secrete”                              | –                            | –                            | –                            | –                            | 10                           | 1                            | –                            | –                            | –                            |
| 2020                                                     | „3 inimi” (gościnnie Irina Rimes)      | –                            | –                            | –                            | –                            | 15                           | 2                            | 10                           | –                            | –                            |
| „–” oznacza, że singel nie był notowany na danej liście. |                                        |                              |                              |                              |                              |                              |                              |                              |                              |                              |

## Nagrody i nominacje
| Rok  | Konkurs                 | Kategoria                       | Nominowana praca | Rezultat | Źr.    |
| ---- | ----------------------- | ------------------------------- | ---------------- | -------- | ------ |
| 2016 | Media Music Awards 2016 | Najlepszy zespół                | Carla's Dreams   | Wygrana  | [ 11 ] |
| 2016 | Media Music Awards 2016 | Najlepsza piosenka              | „Te rog”         | Wygrana  | [ 11 ] |
| 2016 | Media Music Awards 2016 | Najbardziej poszukiwany artysta | Carla's Dreams   | Wygrana  | [ 11 ] |
| 2016 | Media Music Awards 2016 | Nagroda Media Forest            | „Te rog”         | Wygrana  | [ 11 ] |
| 2016 | Media Music Awards 2016 | Najlepszy teledysk              | „Te rog”         | Wygrana  | [ 11 ] |
| 2016 | Media Music Awards 2016 | Najlepszy: YouTube              | „Sub pielea mea” | Wygrana  | [ 11 ] |
| 2016 | Media Music Awards 2016 | Hit zimy                        | „Te rog”         | Wygrana  | [ 11 ] |
| 2017 | Media Music Awards 2017 | Najlepszy zespół                | Carla's Dreams   | Wygrana  | [ 12 ] |
| 2017 | Media Music Awards 2017 | Najlepsza piosenka              | „Imperfect”      | Wygrana  | [ 12 ] |
| 2017 | Media Music Awards 2017 | Hit lata                        | „Până la sânge”  | Wygrana  | [ 12 ] |
| 2017 | Media Music Awards 2017 | Hit wiosny                      | „Antiexemplu'”   | Wygrana  | [ 12 ] |